# Ludwig Anton von Wechmar
Ludwig Anton von Wechmar (* 20. Juli 1712 auf Gut Wenigenschweina in Sachsen-Meiningen; † 29. August 1787 auf Gut Zedlitz im Kreis Steinau) war ein königlich preußischer Oberst und Chef des Husaren-Regiments von Wechmar, zudem war er Ritter des Pour le Mérite sowie Erbherr auf Zedlitz, Wenigenschweinera, Rossdorf und Vorwerk-Leipe in Schlesien.

## Leben
Seine Eltern waren der Oberamtmann von Salzungen Konrad Reinhold von Wechmar (1670–1724) und Beate Maria von Auerochs (1684–1746). Schon im Alter von 14 Jahren kam er in das Hessen-Kasselsche Dragonerregiment „von Auerochs“, das sein Onkel Georg Friedrich von Auerochs (* 23. September 1657; † 31. Oktober  1731) befehligte. Es war in Schmalkalden stationiert. 1732 ging er zum kursächsischen Kürassier-Regiment „von Krüger“ und kämpfte am Rhein und in Polen.
1740 wechselte er als Rittmeister des Husaren-Regiments Nr. 1 in preußische Dienste. In der Schlacht bei Chotusitz wurde er verletzt, erhielt aber den Orden Pour le Merite und wurde Major. Seitdem musste er aber den Arm in einer Schlinge tragen. Auch im Gefecht von Jaromitz konnte er sich auszeichnen. Im August 1746 wurde er zum Oberst ernannt und erhielt ein Husaren-Regiment, welches später das Husaren-Regiment „von Schill“ (1. Schlesisches) Nr. 4 wurde. Das Regiment befand sich aber in einem schlechten Zustand, so dass er den König um eine Frist von vier Jahren bis zur Ersten Musterung bat. Diese wurde ihm gewährt, als der König nach vier Jahren zur Musterung kam, zeigte sich dieser sehr zufrieden.
Als der Siebenjährige Krieg ausbrach war auch Wechmar zunächst beteiligt. So kämpfte er am 22. September 1756 bei Königgrätz gegen die Österreicher. Im Februar 1757 bat er wegen seines schlechten Gesundheitszustands um seine Entlassung, die ihm auch gewährt wurde. Er zog sich auf seine Güter zurück, wo er 1787 verstarb.

## Familie
Er war seit 1739 mit Auguste von Witzleben (1720–1783) aus dem Haus Wolmirstedt verheiratet. Sie war die Tochter von Hartmann Ludwig von Witzleben (1676–1735) und Franziska Katharina Florentina von Geiso. Nach ihrem Tod heiratete er ihre Schwester Sophie von Witzleben (1722–1797). Er hatte zahlreiche Kinder.
- Friedrich Albert (Albrecht) (* 12. Januar 1746; † 7. Januar 1813), Geheimrat und Kammerpräsident in Waldeck, preußischer Kammerherr ⚭ Ernestine Amalie von Wechmar (* 24. April 1746; † 11. Februar 1817)[2], Tochter von Georg Albrecht von Wechmar
- Hans Karl (* 5. November 1748; †  4. März 1804), Schlesische Linie Teschnitz[3]

⚭ 1780 Christiane Luise von Baumgarten (* 12. September 1752; † 21. September 1796)
⚭ 1797 Charlotte von Johnston (* 6. Januar 1768; † 18. September 1827), aus dem Haus Ziebendorf
- Karl August Wilhelm (1745–1819)

⚭ Wilhelmine von Bibra († 1798)
⚭ 1799 Frederike von Steuben (* 20. Dezember 1780; † 21. Juni 1859), Tochter von Christoph Erdmann von Steuben
- Gottlob Rudolph (* 9. November 1760; † 19. März 1828) ⚭ 1789 Charlotte von Schlieben
- Wolfgang Gustav  (* 27. Januar 1753; † 31. Mai 1821), (erbt Zedlitz) ⚭ Charlotte Ernestine Henriette Nickisch von Rosenegk (* 16. Februar 1769; † 5. September 1839)[5]